# 雅克·拉康研讨班
从1952年到1980年，法国精神分析学家与精神病学家雅克·拉康每年都在巴黎举办研讨班。研讨班各期由雅克-阿兰·米勒编辑。

## 历史
1951年，当时还是巴黎精神分析协会会员的拉康在巴黎里尔街的公寓里发起了一系列每周三的课程。 1952年，课程转移到圣安娜医院，拉康在那里担任精神科顾问医师。研讨班的第一期是 1953-1954 年在圣安娜医院举行的每周课程的编辑记录，研讨班在那一直举行到1963年。
在圣安娜医院举行的最后一次研讨班被出版为研讨班X（ 《焦虑》 ，1962-1963 年）。1963年11月20日预定要举办的的一节名为《父亲的姓名》 实际上是一场从未举办过的研讨会的介绍，因此也被称为“不存在的研讨班” 。 在这堂课的前天晚上，拉康就被告知了巴黎精神分析协会“在经过复杂的程序投票，批准了将拉康从培训分析家名单中剔除的动议”， 这剥夺了拉康继续担任IPA培训分析家的权利，并事实上结束了早期拉康的教学工作。
在路易·阿尔都塞的邀请下，拉康教学的中期随后在两个月后在巴黎高师，以《精神分析的四个基本概念》为课题开班。研讨班得到社会科学高等研究院的赞助，在这个阶段，拉康的研讨班拥有了“广泛的听众群体”，同时代表了一种“阵线的变化”。此系列课程后被编辑为《研讨班XI》，以“逐出教会”开篇，其中拉康详述了他被国际精神分析协会开除的背景与影响。而第二课“弗洛伊德的无意识与我们的无意识”为他接下来的教学定下了基调，指出了弗洛伊德作品中可能存在的断裂处。
巴黎高师时期的研讨班持续至1969年。1969年秋季后，研讨班移师至先贤祠广场的法学院进行。这一系列的研讨会，亦即拉康教学的晚期阶段以《精神分析的反面》（被编为《研讨班XVII》）开篇，持续到70年代末。
随着拉康的教学进入晚期阶段，他的健康状况每况愈下，授课也变得不再那么规律。拉康最后一次公开授课是在1980年7月12日，这期研讨班有时被称为“加拉加斯研讨班”  ，如标题所示，它并不被视作巴黎研讨班系列的一部分。

## 按时间顺序排列
| 期    | 年份    | 标题                                                                    |
| ----- | ------- | ----------------------------------------------------------------------- |
| I     | 1953–54 | 第I册：弗洛伊德的技术性著作 (Seuil, 1975)                               |
| II    | 1954–55 | 第II册：弗洛伊德理论与精神分析技术中的自我 (Seuil, 1978)                |
| III   | 1955–56 | 第III册：精神病 (Seuil, 1981)                                           |
| IV    | 1956–57 | 第IV册：对象关系 (Seuil, 1994)                                          |
| V     | 1957–58 | 第V册：无意识的形式 (Seuil, 1998)                                       |
| VI    | 1958–59 | 第VI册：欲望及其解释 (La Martinière 2013)                               |
| VII   | 1959–60 | 第VII册：精神分析的伦理学 (Seuil, 1986) （商务印书馆，2023）            |
| VIII  | 1960–61 | 第VIII册：转移 (2nd edition Seuil, 2001)                                |
| IX    | 1961–62 | 第IX册：认同                                                            |
| X     | 1962–63 | 第X册：焦虑 (Seuil, 2004)                                               |
| –     | 1963    | 不存在的研讨班 Introduction published as Les Noms du père (Seuil, 2005) |
| XI    | 1964    | 第XI册：精神分析的四个基本概念 (Seuil, 1973)                            |
| XII   | 1964–65 | 第XII册：精神分析的关键问题                                             |
| XIII  | 1965-6  | 第XIII册：精神分析的对象                                                |
| XIV   | 1966–67 | 第XIV册：幻象的逻辑 (Seuil/Champ Freudien, 2023)                        |
| XV    | 1967–68 | 第XV册：精神分析的行动 (Seuil/Champ Freudien, 2024)                     |
| XVI   | 1968–69 | 第XVI册：从“大他者” 到“小他者” (Seuil, 2006)                            |
| XVII  | 1969–70 | 第XVII册：精神分析的反面 (Seuil, 1991)                                  |
| XVIII | 1971    | 第XVIII册：论一种不是伪装的辞说 (Seuil, 2006)                           |
| XIX   | 1971–72 | 第XIX册: ...或者更糟 (Seuil, 2011)                                      |
| XX    | 1972–73 | 第XX册：再来一次 (Seuil, 1975)                                          |
| XXI   | 1973–74 | 第XXI册：那些不上当受骗者犯了错                                         |
| XXII  | 1974–75 | 第XXII册：实在界、象征界与想象界 Lessons published in Ornicar ? 2–5     |
| XXIII | 1975–76 | 第XXIII册 圣状 (Seuil, 2005)                                            |
| XXIV  | 1976–77 | 第XXIV册: 无意识的失败就是爱 Lessons published in Ornicar ? 12–18       |
| XXV   | 1977–78 | 结论的时刻                                                              |
| XXVI  | 1978–79 | 拓扑学与时间                                                            |
| XXVII | 1980    | 解散 Lessons published in Ornicar ? 20–23                               |